# Dialetto cretese
Il dialetto cretese (o greco cretese; in greco Kritikí diálektos, Κρητική διάλεκτος o Kritiká, Κρητικά) è un dialetto della lingua greca moderna, parlato da più di mezzo milione di persone a Creta e da alcune migliaia nella diaspora.

## Distribuzione geografica
Il dialetto cretese è parlato dalla maggior parte dei greci dell'isola di Creta, così come da alcune migliaia di cretesi stanziatisi nelle maggiori città della Grecia, in particolare ad Atene. Nei maggiori centri della diaspora greca, il dialetto continua a essere utilizzato dai cretesi, soprattutto negli Stati Uniti, in Australia e in Germania. Inoltre, i discendenti di molti musulmani cretesi che hanno lasciato l'isola tra il XIX e l'inizio del XX secolo continuano a utilizzare il dialetto. In Turchia sono chiamati turco-cretesi. Vi è, inoltre, un gruppo di cretesi musulmani nella città costiera di Al Hamidiyah, in Siria, e nei territori confinanti del Libano.